# Ardisia marcellanum
Ardisia marcellanum é uma espécie de planta da família Myrsinaceae. É endêmica do Camarões. Está ameaçada por perda de habitat.